# アムステルゴールドレース2010
アムステルゴールドレース2010（Amstel Gold Race 2010）は、アムステルゴールドレース(UPT)の45回目のレース。2010年4月18日に行われた。

## 出場チーム
- エウスカルテル・エウスカディ
- ラボバンク
- チーム・カチューシャ
- クイックステップ
- オメガファーマ・ロット
- フランセーズ・デ・ジュー
- ケス・デパーニュ
- チーム・HTC - コロンビア
- ランプレ・ファルネーゼ・ヴィーニ
- BMC・レーシングチーム
- ラントバウクレディート
- トップスポート・フラーンデレン＝メルカトル

- チーム・ミルラム
- ガーミン・トランジションズ
- チーム・レディオシャック
- アスタナ
- リクイガス・ドイモ
- チーム・スカイ
- チーム・サクソバンク
- フートン・セルベット
- Ag2r・ラ・モンディアル
- サーヴェロ・テストチーム
- スキル・シマノ
- ヴァカンソレイル

## エイヤフィヤットラヨークトル氷河噴火の影響
4月14日に起こったエイヤフィヤットラヨークトル氷河の噴火に伴う火山灰の降灰の影響で、欧州北部と中部のほぼ全域で空港閉鎖となったため、カルロス・サストレ（サーヴェロ・テストチーム）、ブラッドリー・ウィギンス（チーム・スカイ）、アレハンドロ・バルベルデ、ルイス・レオン・サンチェス（共にケス・デパーニュ）といった有力選手が現地入りする手段を失い欠場を余儀なくされた他、多数の選手やスタッフが移動手段の変更などを余儀なくされている。
結局14選手が現地入りすることが出来ずに欠場、ケス・デパーニュは僅か3人の出走となってしまった。国際自転車競技連合（UCI）のルールでは、1チーム8名構成が基準のレースでは最低5人以上で出走することが義務付けられているため、本来であればケス・デパーニュはチームとしての出走が不可能となるところだったが、噴火の影響を考慮したUCIにより特別許可が出されチームとしての出走が認められている。

## レース展開
レース序盤から7人の逃げが決まり（その後1人遅れて6人に）、さらに3人が追走集団を形成する展開となったが、チーム・サクソバンクやラボバンク、ランプレが中心となってメイン集団をコントロールし、残り32km地点で全ての逃げを吸収。その後集団はアタックの応酬となり、アレクサンドル・コロブネフ（チーム・カチューシャ）が一時抜け出すもメイン集団の追撃に遭い、決定的なアタックが決まらないまま最後のカウベルグの坂に突入。ここでフィリップ・ジルベール（オメガファーマ・ロット）が持ち味の爆発的な加速で一気に後続を突き放すことに成功、ゴールラインかなり手前で勝利を確信してガッツポーズするほどの圧勝で大会初優勝を果たした。2位はライダー・ヘシェダル（ガーミン・トランジションズ）、3位はエンリコ・ガスパロット（アスタナ）がそれぞれ入っている。前年覇者のセルゲイ・イワノフ（チーム・カチューシャ）は12秒遅れの12位に終わった。

## 結果
マーストリヒトからファルケンビュルフまでの259km
|    | 選手名                 | 国籍           | チーム                           | 時間          |
| -- | ---------------------- | -------------- | -------------------------------- | ------------- |
| 1  | フィリップ・ジルベール | ベルギー       | オメガファーマ・ロット           | 6時間22分54秒 |
| 2  | ライダー・ヘシェダル   | カナダ         | ガーミン・トランジションズ       | +02秒         |
| 3  | エンリコ・ガスパロット | イタリア       | アスタナ                         | 同            |
| 4  | ベルト・デワール       | ベルギー       | ラントバウクレディート           | +05秒         |
| 5  | ロマン・クロイツィガー | チェコ         | リクイガス・ドイモ               | 同            |
| 6  | ダミアーノ・クネゴ     | イタリア       | ランプレ・ファルネーゼ＝ヴィーニ | 同            |
| 7  | フランク・シュレク     | ルクセンブルク | チーム・サクソバンク             | +07秒         |
| 8  | マルコ・マルカート     | イタリア       | ヴァカンソレイル                 | +09秒         |
| 9  | カルステン・クローン   | オランダ       | BMC・レーシングチーム            | +11秒         |
| 10 | クリス・ホーナー       | アメリカ合衆国 | チーム・レディオシャック         | 同            |